# Vaixell hospital

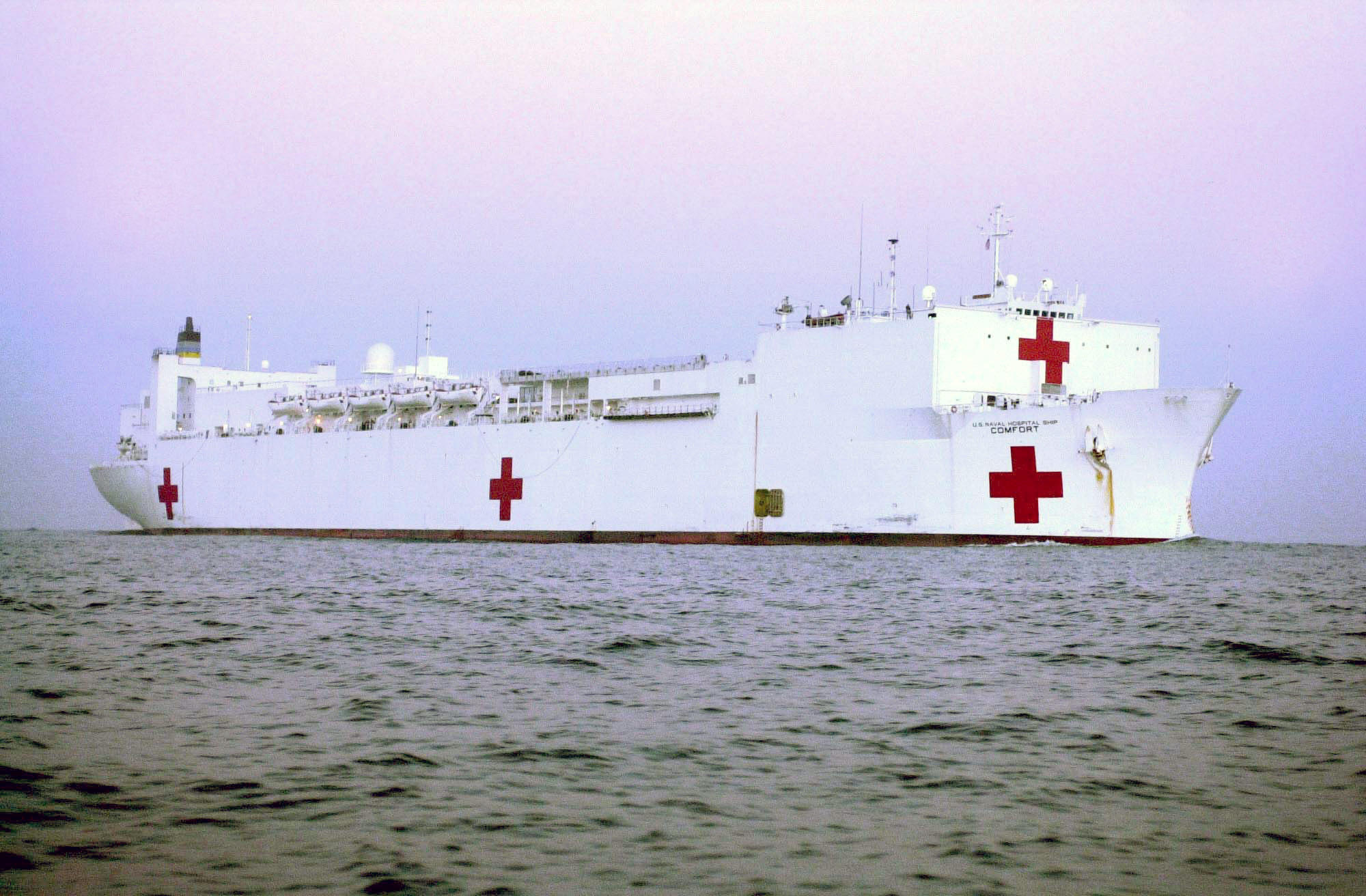
Vaixell hospital USNS Comfort del Military Sealift Command.

Un vaixell hospital és un vaixell que ha estat construït i equipat per rescatar els nàufrags, tractar els malalts, i curar els ferits. La seva funció és servir com a centre d'atenció mèdica, i oferir al pacient les mateixes atencions que un hospital en terra ferma. La majoria de vaixells hospital, són naus operades per les marines militars dels diferents estats del món. Les naus hospital estan protegides per la Convenció de Ginebra.